# 奎爾巴赫河
50°7′39″N 9°14′27″E / 50.12750°N 9.24083°E

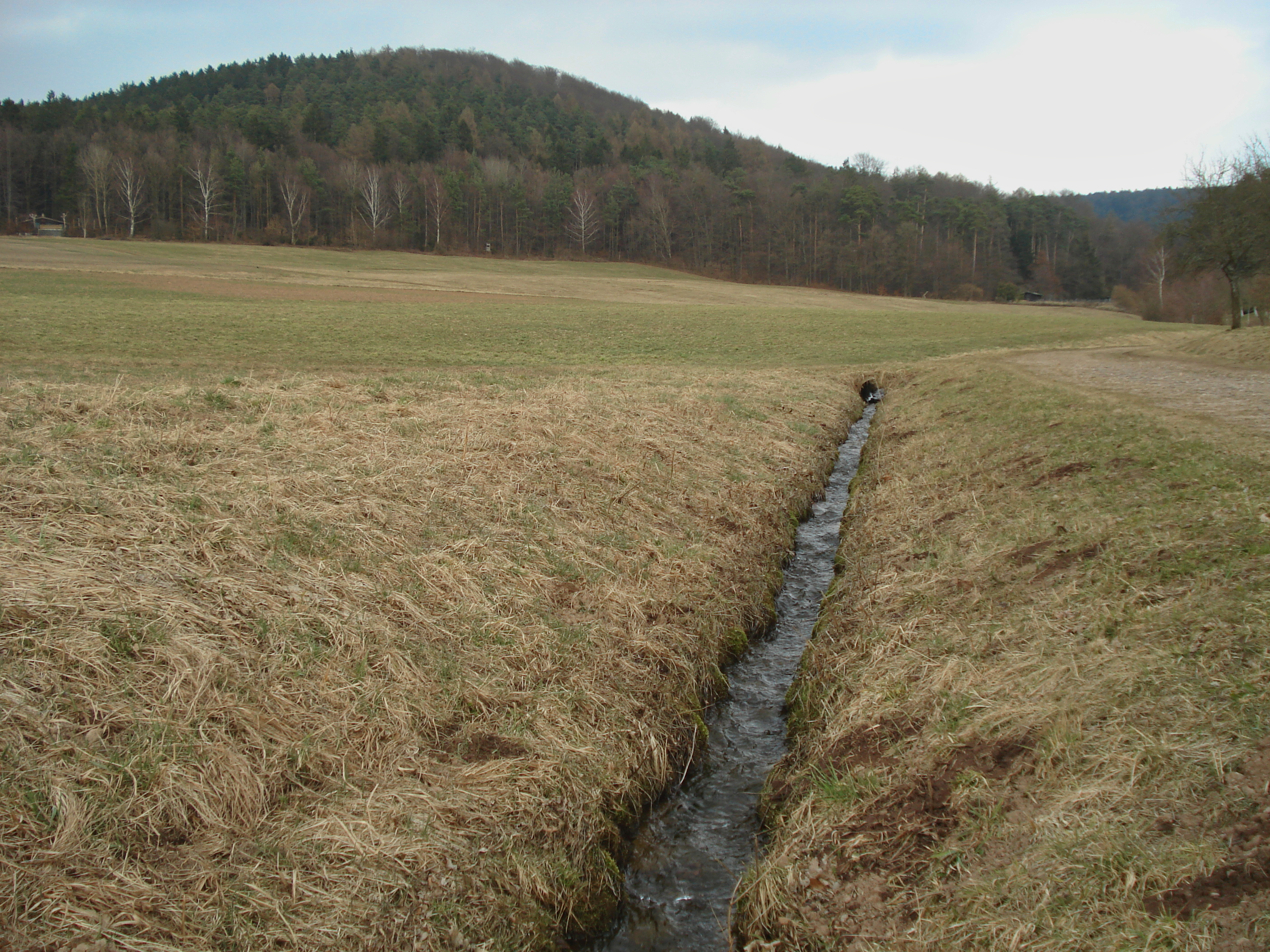

奎爾巴赫河（德語：Querbach），是德國的河流，位於該國東南部，由巴伐利亞負責管轄，屬於韋斯特巴赫河的左支流，河道全長2公里，流域面積2.5平方公里。